# Мишуринрізька сільська рада
| Мишуринрізька сільська рада — орган місцевого самоврядування у Верхньодніпровському районі Дніпропетровської області з адміністративним центром у селі Мишурин Ріг. До 14 лютого 2020 року — Мишурино-Різька сільська рада. Сільській раді підпорядковані населені пункти: - с. Мишурин Ріг |

## Розташування
На півночі та на сході територія ради омивається Кам'янським водосховищем, на сході територія межує з територією Ганнівської сільської ради, на півдні та заході — Кіровоградської області.

## Територія
Загальна територія селищної ради — 11 453,7 га. З них:
- Під забудовою — 698,27 га
- Ріллі — 4338,9 га.
- Пасовищ — 905,81 га.
- Ліс — 1905,2 га.
- Ставків — 182,3 га.

## Склад ради
Головою сільської ради є Яківець Любов Василівна (з 07.04.2006). Посаду секретаря ради обіймає Нор Валентина Василівна (з 26.03.2006).
Працюють 4 постійні комісії, покликаних врегульовувати різні сфери діяльності громади.

### 5 скликання
За результатами виборів 26 березня 2006 року сформували:
- 4 депутати від Народної партії;
- 2 депутати від Соціалістичної партії України;
- 2 депутати від Всеукраїнського політичного об'єднання «Жінки за майбутнє»;
- 1 депутат від Партії Пенсіонерів України;
- 1 депутат від Партії регіонів;
- 4 позапартійний депутат

З них жінок — 11, чоловіків — 5.

### 6 скликання
За результатами виборів 31 жовтня 2010 року раду сформували:
- 13 депутатів від Партії регіонів;
- 2 депутати від Комуністичної партії України;
- 1 депутат обрано зі самовисуванців.

На момент обрання вищу освіту мають 6 депутатів, 4 — середню спеціальну, 6 — середню.
З них жінок — 10, чоловіків — 6.

## Керівний склад сільської ради
| ПІБ                     | Основні відомості                                                         | Дата обрання | Дата звільнення |
| ----------------------- | ------------------------------------------------------------------------- | ------------ | --------------- |
| Яківець Любов Василівна | Сільський голова, 1959 року народження, освіта, позапартійна              | 26.03.2006   | 31.10.2010      |
| Яківець Любов Василівна | Сільський голова, 1959 року народження, освіта вища, член Партії регіонів | 31.10.2010   |                 |

Примітка: таблиця складена за даними джерела

## Виноски
1. ↑  Картка постанови. Офіційний портал Верховної Ради України. Процитовано 9 листопада 2020.
2. ↑  Мишуринрізька сільська рада: загальні відомості. verhn-rn.dp.gov.ua. Архів оригіналу за 14 червня 2015. Процитовано 9 березня 2011.
3. ↑  Результати виборів депутатів ради: Мишурино-Різька сільська рада. cvk.gov.ua. Архів оригіналу за 4 березня 2016. Процитовано 9 березня 2011.
4. ↑  rada.gov.ua